# Wereldbeker mountainbike 2007
De Wereldbeker mountainbike 2007 is een serie MTB wedstrijden gehouden in 2007

## Cross Country
| Datum | Locatie          | Land        | Winnaar              | Winnares         |
| ----- | ---------------- | ----------- | -------------------- | ---------------- |
| 22/04 | Houffalize       | België      | José Antonio Hermida | Ren Chengyuan    |
| 27/04 | Offenburg        | Duitsland   | Julien Absalon       | Irina Kalentieva |
| 09/06 | Champéry         | Zwitserland | Julien Absalon       | Marga Fullana    |
| 23/06 | Mont-Sainte-Anne | Canada      | Julien Absalon       | Irina Kalentieva |
| 01/07 | Saint-Félicien   | Canada      | Julien Absalon       | Irina Kalentieva |
| 15/09 | Maribor          | Slovenië    | Fredrik Kessiakoff   | Ying Liu         |

### Podium
Mannen
- Julien Absalon
- José Antonio Hermida
- Christoph Sauser

Vrouwen
- Irina Kalentieva
- Marie-Hélène Prémont
- Ren Chengyuan

## Marathon
| Datum | Locatie      | Land      | Winnaar             | Winnares      |
| ----- | ------------ | --------- | ------------------- | ------------- |
| 16/03 | Gran Canaria | Spanje    | Lonardo Paez        | Pia Sundstedt |
| 08/07 | Villabassa   | Italie    | Massimo de Bertolis | Esther Süss   |
| 15/07 | Ornans       | Frankrijk | Thomas Dietsch      | Pia Sundstedt |

### Podium
Mannen
- Thomas Dietsch
- Massimo De Bertolis
- Alban Lakata

Vrouwen
- Pia Sundstedt